# Evergreen Top 1000
De Evergreen Top 1000 is een Nederlands radio- en tv-programma dat sinds november 2008 jaarlijks wordt uitgezonden op de publieke radiozender NPO Radio 5 en als televisieprogramma op NPO 1. In het programma worden de populairste evergreens van luisteraars van dat jaar gedraaid. 
Het radioprogramma wordt gedurende een week van maandag tot en met vrijdag uitgezonden van 6.00 tot 20.00 uur. Aanvankelijk werd de lijst begin november uitgezonden. Vanaf 2017 is dit verschoven naar eind november.

## Concept
Enkele weken voorafgaand aan het programma wordt een speciale stemweek gehouden, waarin de luisteraars op een bepaald nummer kunnen stemmen. Deze stemweek vindt sinds 2016 in de eerste week van november plaats. Vanaf 2017 is dit de laatste week van oktober. In 2023 en 2024 vindt de stemweek niet plaats in de laatste week van oktober of de eerste week van november, maar in de week daartussenin (in 2023 de week van 28 oktober t/m 3 november en in 2024 de week van 26 oktober t/m 1 november.) Om de luisteraars te helpen bij het stemmen door wordt vanaf 2023 tijdens de stemweek alleen muziek uit de keuzelijst gedraaid. Op basis van deze stemmen wordt een lijst van 1000 nummers samengesteld.
Het concept van het radioprogramma is afgeleid van de jaarlijkse NPO Radio 2 Top 2000, die door de eveneens Nederlandse publieke radiozender NPO Radio 2 sinds december 1999 jaarlijks vanaf Eerste kerstdag tot en met 31 december wordt uitgezonden. Sinds 2016 wordt de Evergreen Top 1000 ook op televisie uitgezonden op NPO 1. Deze televisie-uitzendingen, waarin videoclips van liedjes uit de lijst getoond worden, afgewisseld met opmerkelijke verhalen achter liedjes en artiesten, werd aanvankelijk gepresenteerd door Henkjan Smits en Manuëla Kemp in de week dat NPO Radio 5 de lijst uitzendt. In 2023 is de presentatie in handen van Erik de Zwart en Angela Groothuizen. De uitzendingen zijn vergelijkbaar met het programma Top 2000 à Go-Go, dat gedurende de laatste week van het jaar waarin ook de NPO Radio 2 Top 2000 op NPO Radio 2 wordt uitgezonden, ook in de vroege avond op NPO 3 wordt uitgezonden. Ook is de lijst net als de Radio 2 Top 2000 live te zien op NPO 1 Extra en via de site en app van NPO Radio 5

## Top 10
| Jaar / positie | 1                                       | 2                            | 3                                  | 4                               | 5                                   | 6                                            | 7                                            | 8                                            | 9                                       | 10                                           |
| 2008           | Elvis Presley Are You Lonesome Tonight? | Cliff Richard Living Doll    | The Carpenters Yesterday Once More | Fats Domino Blueberry Hill      | The Beatles Yesterday               | Anneke Grönloh Brandend Zand                 | Peter Maffay Du                              | Cliff Richard The Young Ones                 | Elvis Presley Love me tender            | Buddy Holly Peggy Sue                        |
| 2009           | Wim Sonneveld Het dorp                  | The Beatles Yesterday        | Fats Domino Blueberry Hill         | Al Martino Spanish Eyes         | Frans Halsema Voor haar             | Elvis Presley Are You Lonesome Tonight?      | Anneke Grönloh Brandend Zand                 | Adamo Dolce Paola                            | The Blue Diamonds Ramona                | ABBA Thank You for the Music                 |
| 2010           | The Beatles Yesterday                   | Wim Sonneveld Het dorp       | Anneke Grönloh Brandend Zand       | Adamo Vous permettez, monsieur? | The Blue Diamonds Ramona            | Elvis Presley Are You Lonesome Tonight?      | ABBA I Have a Dream                          | Boudewijn de Groot Testament                 | Fats Domino Blueberry Hill              | Cliff Richard Living Doll                    |
| 2011           | Wim Sonneveld Het dorp                  | The Beatles Yesterday        | ABBA I Have a Dream                | Anneke Grönloh Brandend Zand    | Frans Halsema Voor haar             | Al Martino Spanish Eyes                      | The Blue Diamonds Ramona                     | Boudewijn de Groot Testament                 | Peter Maffay Du                         | Fats Domino Blueberry Hill                   |
| 2012           | Blue Diamonds Ramona                    | ABBA I Have a Dream          | Wim Sonneveld Het dorp             | The Beatles Yesterday           | Frans Halsema Voor haar             | Al Martino Spanish Eyes                      | Boudewijn de Groot Testament                 | Fats Domino Blueberry Hill                   | The Beatles Let It Be                   | Peter Maffay Du                              |
| 2013           | Wim Sonneveld Het dorp                  | The Beatles Yesterday        | Frans Halsema Voor haar            | Peter Maffay Du                 | Procol Harum A Whiter Shade of Pale | Simon & Garfunkel Bridge Over Troubled Water | Fats Domino Blueberry Hill                   | The Moody Blues Nights in White Satin        | The Cats One Way Wind                   | ZZ en de Maskers La comparsa                 |
| 2014           | Wim Sonneveld Het dorp                  | ZZ en de Maskers La comparsa | Frans Halsema Voor haar            | The Beach Boys God Only Knows   | Peter Maffay Du                     | Procol Harum A Whiter Shade of Pale          | The Moody Blues Nights in White Satin        | The Cats One Way Wind                        | The Cats Lea                            | Charles Aznavour She                         |
| 2015           | Wim Sonneveld Het dorp                  | Peter Maffay Du              | The Cats Lea                       | ZZ en de Maskers La comparsa    | Procol Harum A Whiter Shade of Pale | The Cats One Way Wind                        | The Beach Boys God Only Knows                | Eagles Hotel California                      | The Animals The House of the Rising Sun | The Moody Blues Nights in White Satin        |
| 2016           | Wim Sonneveld Het dorp                  | Eagles Hotel California      | Peter Maffay Du                    | The Beach Boys God Only Knows   | Frans Halsema Voor haar             | Simon & Garfunkel Bridge Over Troubled Water | Boudewijn de Groot Avond                     | John Lennon Imagine                          | Procol Harum A Whiter Shade of Pale     | The Moody Blues Nights in White Satin        |
| 2017           | Wim Sonneveld Het dorp                  | Eagles Hotel California      | Frans Halsema Voor haar            | Peter Maffay Du                 | The Beach Boys God Only Knows       | Boudewijn de Groot Avond                     | Claudia de Breij Mag Ik Dan Bij Jou          | Procol Harum A Whiter Shade of Pale          | The Moody Blues Nights in White Satin   | Simon & Garfunkel Bridge Over Troubled Water |
| 2018           | Wim Sonneveld Het dorp                  | Peter Maffay Du              | Frans Halsema Voor haar            | Eagles Hotel California         | Queen Bohemian Rhapsody             | The Moody Blues Nights in White Satin        | The Beach Boys God Only Knows                | Simon & Garfunkel Bridge Over Troubled Water | Procol Harum A Whiter Shade of Pale     | Simon & Garfunkel The Sound of Silence       |
| 2019           | Wim Sonneveld Het dorp                  | Peter Maffay Du              | Frans Halsema Voor haar            | Eagles Hotel California         | Boudewijn de Groot Avond            | The Cats Lea                                 | Queen Bohemian Rhapsody                      | Simon & Garfunkel The Sound of Silence       | The Moody Blues Nights in White Satin   | Beach Boys God Only Knows                    |
| 2020           | Danny Vera Roller coaster               | Wim Sonneveld Het dorp       | Peter Maffay Du                    | Frans Halsema Voor haar         | Boudewijn de Groot Avond            | Eagles Hotel California                      | Simon & Garfunkel Bridge Over Troubled Water | Simon & Garfunkel The Sound of Silence       | The Cats Lea                            | Queen Bohemian Rhapsody                      |
| 2021           | Danny Vera Roller coaster               | Wim Sonneveld Het dorp       | Peter Maffay Du                    | Boudewijn de Groot Avond        | Frans Halsema Voor haar             | Eagles Hotel California                      | Procol Harum A Whiter Shade of Pale          | Simon & Garfunkel The Sound of Silence       | The Cats Lea                            | The Moody Blues Nights in White Satin        |
| 2022           | Wim Sonneveld Het dorp                  | Danny Vera Roller coaster    | Peter Maffay Du                    | Boudewijn de Groot Avond        | Eagles Hotel California             | Frans Halsema Voor haar                      | The Cats Lea                                 | Procol Harum A Whiter Shade of Pale          | Simon & Garfunkel The Sound of Silence  | Simon & Garfunkel Bridge Over Troubled Water |
| 2023           | Wim Sonneveld Het dorp                  | Danny Vera Roller coaster    | Peter Maffay Du                    | The Cats Lea                    | Boudewijn de Groot Avond            | Frans Halsema Voor haar                      | Eagles Hotel California                      | Simon & Garfunkel The Sound of Silence       | Procol Harum A Whiter Shade of Pale     | The Moody Blues Nights in White Satin        |
| 2024           | Wim Sonneveld Het dorp                  | Peter Maffay Du              | The Cats Lea                       | Boudewijn de Groot Avond        | Danny Vera Roller coaster           | Eagles Hotel California                      | The Cats Scarlet ribbons                     | The Moody Blues Nights in White Satin        | Simon & Garfunkel The Sound of Silence  | Frans Halsema Voor haar                      |

## Statistieken
| Jaar | Nieuw | Terug | Uit | Altijd | Hoogste nieuw | Hoogste terug | Grootste daler | Grootste stijger | Aantal stationair |
| ---- | ----- | ----- | --- | ------ | ------------- | ------------- | -------------- | ---------------- | ----------------- |
| 2008 | 1000  | 0     | 0   | 1000   | 1             | -             | -              | -                | -                 |
| 2009 | 394   | 0     | 394 | 606    | 10            | -             | -917           | 854              | 3                 |
| 2010 | 121   | 95    | 216 | 522    | 65            | 83            | -835           | 936              | 2                 |
| 2011 | 21    | 6     | 27  | 512    | 85            | 95            | -988           | 736              | 30                |
| 2012 | 48    | 1     | 49  | 488    | 18            | 334           | -849           | 869              | 12                |
| 2013 | 236   | 98    | 334 | 387    | 13            | 68            | -878           | 888              | 3                 |
| 2014 | 97    | 135   | 232 | 348    | 29            | 49            | -801           | 659              | 4                 |
| 2015 | 148   | 101   | 249 | 309    | 16            | 67            | -567           | 846              | 7                 |
| 2016 | 140   | 65    | 205 | 283    | 14            | 73            | -647           | 948              | 6                 |
| 2017 | 127   | 50    | 177 | 256    | 37            | 430           | -628           | 939              | 5                 |
| 2018 | 77    | 82    | 159 | 230    | 130           | 215           | -716           | 648              | 5                 |
| 2019 | 45    | 65    | 110 | 218    | 16            | 571           | -451           | 594              | 7                 |
| 2020 | 23    | 74    | 97  | 210    | 370           | 657           | -466           | 605              | 8                 |
| 2021 | 18    | 71    | 89  | 205    | 363           | 311           | -447           | 423              | 11                |
| 2022 | 19    | 59    | 78  | 200    | 153           | 524           | -483           | 500              | 12                |
| 2023 | 44    | 42    | 86  | 191    | 57            | 597           | -424           | 886              | 13                |
| 2024 | 33    | 59    | 92  | 184    | 137           | 303           | -506           | 934              | 9                 |

### Bijzondere statistieken
- In totaal hebben 2591 liedjes een notering gehad in de Evergreen Top 1000 (2024).
- Alle Evergreen Top 1000's tezamen (2024) bevatten 1104 unieke artiesten, waarvan 675 met slechts één uitvoering. In de lijst van 2024 staan 455 verschillende artiesten waarvan er 298 slechts met 1 liedje in staan.
- The Beatles hebben met 52 liedjes de grootste vertegenwoordiging tot op heden (2024).
- De artiesten met de meeste liedjes over alle edities (tot en met 2024) zijn The Beatles (52 liedjes), Elvis Presley (49), Cliff Richard (36), The Cats (29), ABBA (28), The Rolling Stones (25) en de Bee Gees (22).
- Het oudste lied dat tot nu toe in de lijst heeft gestaan is Swanee van Al Jolson uit 1920. Dit lied bereikte zijn hoogste notering in 2009 (de tweede lijst) en stond toen op de 301e plaats. Het oudste nummer uit de eerste lijst (2008) was Breng eens een zonnetje onder de mensen van August de Laat (uit 1936). Swanee verdween in 2013 uit de lijst, toen werd Glenn Miller's In the mood (uit 1940) het oudste lied in de lijst. In 2014 kwam Moonlight serenade (uit 1939) van dezelfde Glenn Miller terug in de lijst en werd daarmee het oudste lied. Dit lied verdween in 2017 weer uit de lijst waardoor de eer van het oudste lied in de lijst naar We'll meet again van Vera Lynn (1942) ging. In 2018 keerde In the mood (na één jaar afwezigheid) weer terug in de lijst. Dit lied werd daarmee weer het oudste lied. In 2022 verdween In the mood weer uit de lijst en is We'll meet again het oudste lied in de meest actuele lijst.
- 184 liedjes hebben in alle 17 edities (tot en met editie 2024) genoteerd gestaan. Hieronder zijn liedjes van Elvis Presley (13), The Cats (7), Jim Reeves (5), John Denver (5) en Roy Orbison (5). Opvallend is dat van de 52 liedjes van The Beatles die ooit in de lijst stonden er maar 2 in alle edities een notering hadden: Michelle en Yesterday.
- 3 liedjes die pas na 2008 zijn uitgebracht staan sinds het jaar van uitkomen ook onafgebroken in de lijst. Ze hebben daarmee dus niet alle 17 lijsten (2024) gehaald maar wel alle lijsten sinds het moment dat het liedje uitkwam. Het betreft Roller coaster van Danny Vera, Door de wind van Miss Montreal en Zoutelande van BLØF ft. Geike Arnaert.
- Het aantal verschillende liedjes dat minimaal één keer in de top 10 van de Evergreen Top 1000 gestaan heeft bedraagt 37 (2024). Het dorp van Wim Sonneveld stond 16 keer in de top 10, het enige lied dat die prestatie leverde.
- Elvis Presley, Cliff Richard, The Beatles, The Cats en Simon & Garfunkel zijn de enige artiesten die ooit met twee liedjes tegelijk in de top 10 stonden. The Cats (2014, 2015 en 2024) en Simon & Garfunkel (2018, 2020 en 2022) presteerden dit zelfs drie keer.